# Blood, Sweat and Tears
 (février 2020).
La mise en forme du texte ne suit pas les recommandations de Wikipédia : il faut le « wikifier ».
Les points d'amélioration suivants sont les cas les plus fréquents. Le détail des points à revoir est peut-être précisé sur la page de discussion.
- Les titres sont pré-formatés par le logiciel. Ils ne sont ni en capitales, ni en gras.
- Le texte ne doit pas être écrit en capitales (les noms de famille non plus), ni en gras, ni en italique, ni en « petit »…
- Le gras n'est utilisé que pour surligner le titre de l'article dans l'introduction, une seule fois.
- L'italique est rarement utilisé : mots en langue étrangère, titres d'œuvres, noms de bateaux, etc.
- Les citations ne sont pas en italique mais en corps de texte normal. Elles sont entourées par des guillemets français : « et ».
- Les listes à puces sont à éviter, des paragraphes rédigés étant largement préférés. Les tableaux sont à réserver à la présentation de données structurées (résultats, etc.).
- Les appels de note de bas de page (petits chiffres en exposant, introduits par l'outil «  Source ») sont à placer entre la fin de phrase et le point final[comme ça].
- Les liens internes (vers d'autres articles de Wikipédia) sont à choisir avec parcimonie. Créez des liens vers des articles approfondissant le sujet. Les termes génériques sans rapport avec le sujet sont à éviter, ainsi que les répétitions de liens vers un même terme.
- Les liens externes sont à placer uniquement dans une section « Liens externes », à la fin de l'article. Ces liens sont à choisir avec parcimonie suivant les règles définies. Si un lien sert de source à l'article, son insertion dans le texte est à faire par les notes de bas de page.
- La présentation des références doit suivre les conventions bibliographiques. Il est recommandé d'utiliser les modèles {{Ouvrage}}, {{Chapitre}}, {{Article}}, {{Lien web}} et/ou {{Bibliographie}}. Le mode d'édition visuel peut mettre en forme automatiquement les références.
- Insérer une infobox (cadre d'informations à droite) n'est pas obligatoire pour parachever la mise en page.

Pour une aide détaillée, merci de consulter Aide:Wikification.
Si vous pensez que ces points ont été résolus, vous pouvez retirer ce bandeau et améliorer la mise en forme d'un autre article.
 (juin 2013).
Si vous disposez d'ouvrages ou d'articles de référence ou si vous connaissez des sites web de qualité traitant du thème abordé ici, merci de compléter l'article en donnant les références utiles à sa vérifiabilité et en les liant à la section « Notes et références ».
Pour les articles homonymes, voir Blood, Sweat and Tears (homonymie).
Blood, Sweat and Tears (BS&T) est un groupe américain de jazz-rock. Ils sont connus pour leur combinaison d'instrumentation de cuivres et de rock. Le groupe a enregistré des chansons de compositeurs rock, folk ou d'autres styles, tels que Laura Nyro, James Taylor et des Rolling Stones, ou encore Billie Holiday et Erik Satie. Ils ont également incorporé la musique de Thelonious Monk et Sergueï Prokofiev dans leurs arrangements.
Blood, Sweat & Tears se sont formés à l'origine en 1967 à New York. Depuis ses débuts, le groupe a traversé de nombreux changements avec un personnel variable et a englobé une multitude de styles musicaux. Le groupe est surtout connu pour sa fusion du rock, du blues, de la musique pop, des arrangements de cuivres et de l'improvisation du jazz dans un genre hybride connu sous le nom de "jazz-rock". Contrairement aux groupes de jazz fusion, qui tendent vers des démonstrations virtuoses d'instruments et des expérimentations avec des instruments électriques, les chansons de Blood, Sweat and Tears ont fusionné les styles rock, pop et R&B/soul avec le style big band, tout en ajoutant des éléments du XXe siècle classique et de petites traditions de jazz combo.

## Histoire du groupe
Le groupe se compose à son origine, en 1967, de Al Kooper (claviers, chant), Steve Katz (guitare, chant, harmonica, mandoline), Randy Brecker (trompette, bugle), Jerry Weiss (trompette, bugle, chœurs), Fred Lipsius (saxophone alto, claviers), Dick Halligan (claviers, trombone, cor d'harmonie, flûte, chœurs), Jim Fielder (basse, guitare, chœurs) et Bobby Colomby (batterie, percussions, chœurs). La création du groupe s'inspire des idées de « cuivres-rock » des Buckinghams et de son producteur, James William Guercio, ainsi que de l'Orchestre de Maynard Ferguson au début des années 1960.
Al Kooper était le premier leader du groupe, après avoir insisté sur cette position basée sur ses expériences avec le Blues Project, son groupe précédent avec Steve Katz, qui avait été organisé comme un collectif égalitaire. Jim Fielder venait des Mothers of Invention de Frank Zappa et avait joué brièvement avec Buffalo Springfield. La renommée de Kooper en tant que contributeur de haut niveau à diverses sessions historiques de Bob Dylan, Jimi Hendrix et d'autres a été un catalyseur pour les débuts éminents de Blood, Sweat and Tears dans la contre-culture musicale du milieu des années soixante.
Kooper, Colomby, Katz et Fielder ont fait quelques spectacles en tant que quatuor au Café Au Go Go à New York en septembre 1967, en ouverture pour Moby Grape. Fred Lipsius a ensuite rejoint les autres deux mois plus tard. Quelques autres concerts ont été joués en quintette, dont un au Fillmore East à New York. Lipsius a ensuite recruté les trois autres, Dick Halligan, Randy Brecker et Jerry Weiss, qui étaient des musiciens de jazz de New York connus de Lipsius. La programmation finale a fait ses débuts au Café Au Go Go du 17 au 19 novembre 1967, puis s'est déplacée pour jouer à The Scene la semaine suivante. Le groupe a obtenu un succès auprès du public, qui a aimé la fusion novatrice du jazz avec l'acid rock et le psychédélisme.
Après avoir signé chez Columbia Records, le groupe a sorti Child Is Father to the Man. La pochette de l'album a été considérée comme assez innovante, montrant les membres du groupe assis et debout avec des versions enfantines d'eux-mêmes. Colomby et Katz voulaient cantonner Kooper exclusivement à des fonctions de clavier et de composition, tout en embauchant un chanteur plus puissant pour le groupe, provoquant le départ de Kooper en avril 1968. Il est devenu un producteur de disques pour le label Columbia, mais pas avant d'avoir arrangé quelques chansons qui seraient sur le prochain album de BS&T. Les trompettistes du groupe, Randy Brecker et Jerry Weiss, sont également partis et ont été remplacés par Lew Soloff et Chuck Winfield. Brecker a rejoint le groupe de Horace Silver avec son frère Michael et, ensemble, ils ont formé leurs propres ensembles musicaux à dominance de cuivres, Dreams et The Brecker Brothers. Jerry Weiss a commencé à démarrer le groupe de style similaire.

## L'arrivée de David Clayton-Thomas
Après que Kooper a quitté le groupe, Colomby et Katz ont commencé à chercher un nouveau chanteur, considérant Alex Chilton (après la dissolution du groupe soul-rock les Box Tops mais avant la formation de Big Star), Stephen Stills et Laura Nyro. Finalement, ils ont opté pour David Clayton-Thomas, un chanteur canadien mais né à Surrey, en Angleterre. Apparemment, la chanteuse folk Judy Collins avait vu Clayton-Thomas jouer dans un club new-yorkais et était tellement émue par sa performance qu'elle en parlait à Colomby et Katz (sachant qu'ils cherchaient un nouveau chanteur). Avec Judy Collins, ils sont venus voir Clayton-Thomas et ont été tellement impressionnés qu'on lui a offert le rôle de chanteur principal dans une reconstitution du groupe Blood, Sweat and Tears. Le tromboniste Halligan a assumé le rôle d'organiste et Jerry Hyman les a rejoints pour prendre le trombone. Avec de nouveaux trompettistes, Soloff et Winfield, le groupe de neuf membres a fait ses débuts au Café Au Go Go de New York le 18 juin 1968, débutant une résidence de deux semaines.
Le deuxième album du groupe, Blood, Sweat and Tears, a été produit par James William Guercio et est sorti à la fin de 1968. Il était plus orienté pop, avec moins de compositions du groupe. Le disque atteint rapidement le sommet des charts, remportant l'« album de l'année » aux Grammy Awards de 1969 devant Abbey Road des Beatles, parmi d'autres nommés. Trois singles à succès ont été tirés de l'album, You've Made Me So Very Happy, une reprise de Berry Gordy et Brenda Holloway, Spinning Wheel de Clayton-Thomas et une version de And When I Die de Laura Nyro. Chacun de ces trois singles a figuré dans le classement Hot 100 du magazine Billboard durant 13 semaines.
Les acclamations commerciales et critiques dont jouissait le groupe en 1969 ont culminé avec une apparition à Woodstock, dans laquelle le groupe jouissait d'un statut de tête d'affiche. L'équipe de tournage du festival a même capté le numéro d'ouverture du groupe, More and More, alors qu'ils montaient sur scène. Mais le manager du groupe à l'époque, Bennett Glotzer, a ordonné à l'équipe de film d'éteindre les caméras et de quitter la scène puisque le groupe n'avait pas accepté et n'avait pas été payé pour être filmé.
Alors que l'album Blood, Sweat and Tears remportait un succès commercial avec des ensembles à configuration similaire comme Chicago et Electric Flag, le groupe avait du mal à maintenir son statut d'icône de la contre-culture à un moment où les dirigeants de maisons de disques considéraient cette caractéristique comme un outil pour attirer les jeunes consommateurs. Cela a été aggravé par le fait que le groupe ait participé à une tournée en Europe de l'Est parrainée par le Département d'État des États-Unis en mai/juin 1970. Toute association volontaire avec le gouvernement était très impopulaire à l'époque, et le groupe a été raillé pour cela. Il est maintenant connu que le Département d'État a subtilement demandé la tournée en échange d'une plus grande amabilité sur la délivrance d'un visa au chanteur David Clayton-Thomas.
Après son retour aux États-Unis, le groupe sort Blood, Sweat and Tears 3 en juin 1970, produit par Roy Halee et le batteur Colomby. L'album est un autre succès populaire, comprenant 2 hit singles avec une reprise de Hi-De-Ho That Old Sweet Roll de Carole King et une autre composition de Clayton-Thomas, Lucretia MacEvil. Bien que ce soit une tentative réussie de recréer l'amalgame de styles trouvé sur l'album précédent, le groupe dépendait presque exclusivement du matériel de reprises. Les critiques d'albums se concentraient parfois uniquement sur la volonté du groupe de travailler avec le Département d'Etat américain, sans prendre la peine de discuter de leur musique actuelle. Les problèmes d'image du groupe ont été aggravés par la décision de jouer au Caesars Palace sur le Strip de Las Vegas, largement considéré à l'époque comme un lieu de prédilection pour les artistes qui ne se livraient pas à une politique radicale.
À la fin des années 1970, le groupe a fourni de la musique pour la bande originale du film de comédie The Owl and the Pussycat, qui mettait en vedette Barbra Streisand et George Segal, endommageant davantage la réputation underground du groupe.
Après cette période de controverse, le groupe s'est réuni de nouveau à San Francisco en janvier 1971, avec l'auteur de jazz et saxophoniste Don Heckman en tant que producteur. Dave Bargeron remplaçant Jerry Hyman, ils ont enregistré du matériel qui formerait la base de leur quatrième album, Blood, Sweat and Tears 4 sorti en juin 1971. Pour la première fois depuis le premier album, Blood, Sweat and Tears a présenté un répertoire de chansons composées presque entièrement au sein du groupe. L'album comprend également une reprise de l'ancien membre Al Kooper, Holy John (John The Baptist). Chargé avec des changements de rythme et une grande variété de tons (avec des chansons telles que Go Down Gamblin, Lisa, Listen to Me, High on a Mountain, Redemption), BS&T 4 est entré dans les charts, lui valant un disque d'or pour le groupe. Malheureusement, aucun des singles de l'album n'a réussi à se classer dans le Top 30 des charts, et la période suivant la sortie du quatrième album a commencé le déclin commercial du groupe.

## L'ère de Jerry Fisher
Clayton-Thomas est parti au début de janvier 1972 pour poursuivre une carrière solo. Il fut brièvement remplacé par Bobby Doyle puis Jerry Fisher, qui devint la nouvelle incarnation de Blood, Sweat and Tears. Fred Lipsius est parti aussi et a été brièvement remplacé par Joe Henderson, avant que Lou Marini s'installe dans la nouvelle gamme. Un autre membre fondateur, Dick Halligan, est également parti, remplacé par le pianiste de jazz Larry Willis du Cannonball Adderley Quintet et le guitariste suédois Georg Wadenius, du populaire groupe suédois Made in Sweden, se joint au groupe à la même époque comme guitariste soliste.
La nouvelle édition de Blood, Sweat and Tears a publié New Blood en septembre 1972, qui a amené le groupe à se mouvoir plus aisément dans un répertoire plus ouvertement jazz/fusion. L'album a franchi le Top 40 des charts (le dernier album du groupe à le faire) et a engendré un single (So Long Dixie a plafonné au numéro 44) qui s'est joué un peu à la radio. Il y avait également une reprise de Maiden Voyage d'Herbie Hancock, avec le solo de guitare et la voix voix de Georg Wadenius.
À la mi-1973, Katz a quitté pour poursuivre une carrière en tant que producteur pour Lou Reed et d'autres encore. Winfield a également quitté et a été remplacé par Tom Malone.
L'album suivant de Blood, Sweat and Tears, No Sweat parut en juin 1973, a continué dans une veine de jazz-fusion et renferme le travail complexe des cuivres. Le séjour de Tom Malone dans le groupe fut bref et il partit pour faire place au trompettiste de jazz John Madrid. Mais le mandat de Madrid était également de courte durée et il n'a jamais enregistré avec le groupe. Madrid et Soloff sont partis au début de l'année 1974, laissant la place au nouvel arrangeur, Tony Klatka, lors de leur prochain album Mirror Image sorti en juillet 1974, avec le chanteur/saxophoniste Jerry LaCroix (anciennement du White Trash d'Edgar Winter), le saxophoniste Bill Tillman, le bassiste Ron McClure et l'exode du bassiste Jim Fielder. Cet enregistrement propose l'adoption d'une sonorité entre la Philly Soul et les albums des années 70 des Headhunters d'Herbie Hancock, ainsi que des aspirations pour le groupe de jazz-fusion Return to Forever de Chick Corea.
Jerry LaCroix a quitté BS & T pour rejoindre Rare Earth après avoir joué son dernier concert avec Wollman Rink à Central Park le 27 juillet 1974. Luther Kent, un chanteur de blues de la Nouvelle-Orléans, a été recruté pour remplacer LaCroix.

## Reformation
À la fin de 1974, Jerry Fisher décida qu'il était fatigué par le programme de tournées de BS & T, et Bobby Colomby, avec le manager du groupe, Fred Heller, conçut le retour de David Clayton-Thomas dans l'espoir de restaurer le succès du groupe. Clayton-Thomas a accepté et a rencontré le groupe actuel lors d'un concert à Milwaukee alors que Jerry Fisher et Luther Kent étaient encore avec le groupe. Les trois chanteurs se sont retrouvés sur scène devant une foule enthousiaste.
L'album suivant, New City parut en avril 1975, présentait Clayton-Thomas en tête du groupe et contenait des reprises d'Applause de Janis Ian, Naked Man de Randy Newman, Got to Get You into My Life des Beatles,  Ride Captain Ride de Blues Image et une moitié de matériel original. Le nouveau joueur de cor, Joe Giorgianni, s'est joint à New City, qui s'est classé plus haut (# 47) que tous ses albums précédents depuis New Blood. Ce fut principalement le résultat d'une entrée dans les charts de singles avec une reprise de Got to Get You Into My Life des Beatles, qui a culminé au no 62. Mais il ne s'est toujours pas vendu aussi bien que les albums de la période de pointe commerciale 1969-1971 du groupe.
À l'été 1975, BS & T enregistre un album live qui sort en Europe et au Japon l'année suivante sous le titre In Concert. Ce même album est sorti plus tard aux États-Unis sous le titre Live and Improvised en mai 1991. L'album met en vedette différents guitaristes lors de soirées différentes: Georg Wadenius, Steve Khan et Mike Stern, qui prend définitivement le relais (Jeff Richman remplit pour Stern au milieu de 1976). Le percussionniste de jazz Don Alias était également présent pour l'album live. Après son enregistrement, Joe Giorgianni est parti et a été remplacé par Forrest Buchtell (anciennement du groupe de Woody Herman).
À peu près à la même époque, Bobby Colomby découvre un bassiste talentueux du nom de Jaco Pastorius en Floride. À l'automne 1975, il produit le premier album solo de Jaco, sorti au printemps 1976. Fin 1975, Jaco fait une tournée avec Ron McClure sous la direction de BS & T et quand McClure sort au début de 1976, Colomby arrange Jaco pour rejoindre le groupe, bien qu'il ne soit resté que trois mois environ. Le 1er avril 1976, Jaco rejoint officiellement Weather Report où il est devenu célèbre dans le monde entier. Quand Jaco a quitté BS & T, il a été brièvement remplacé par Keith Jones, avant que Danny Trifan intervienne.
En 1975, Blood, Sweat and Tears s'est vu offrir une place lors d'un concert de jazz à Newport, Rhode Island. Le gouvernement de la ville considérait BS & T comme un groupe « rock » et craignait qu'il attire un public chahuteur ; il a menacé d'interdire le concert s'il n'était pas retiré du programme. En fin de compte, les organisateurs de concerts n'ont pu que forcer l'événement par une injonction judiciaire. Le litige qui a suivi a atteint la Cour suprême des États-Unis.
En juillet 1976, More Than Ever, produit par Bob James et interprété par Patti Austin et de nombreux musiciens de la session de New York, dont le pianiste Richard Tee, les guitaristes Eric Gale et Hugh McCracken, le trompettiste Jon Faddis et Eric Weissberg (banjo, dobro), est sorti mais s'est vendu de façon décevante. Après qu'il s'est  arrêté au numéro 165 des charts, Columbia Records a laissé tomber le groupe. À ce moment-là, Bobby Colomby, seul membre original restant de BS & T, a cessé de faire des tournées avec le groupe et Don Alias a assumé les fonctions exclusives de percussions avant de laisser la place à Roy McCurdy.
En 1977, BS & T a été signé chez ABC Records et ils ont commencé à travailler sur leur prochain album, Brand New Day en novembre 1977. L'album a été coproduit par Bobby Colomby. Mais l'implication directe de Colomby dans le groupe a cessé après sa publication, bien qu'il ait continué à être le seul propriétaire de la marque Blood Sweat and Tears. L'album a recueilli des critiques positives, mais n'était pas un vendeur majeur. En même temps, BS & T enregistrerait des pistes pour un album instrumental avec Tony Klatka, Forrest Buchtell, Dave Bargeron, Bill Tillman, Larry Willis, Danny Trifan, Roy McCurdy et Mike Stern, mais cet album ne s'est jamais concrétisé.
En 1977, la gamme BS & T a continué d'être fluctuante. Stern, Trifan, McCurdy, Buchtell et Tillman sont tous partis pour être suivis respectivement par Randy Bernsen, Neil Stubenhaus, Michael Lawrence et Gregory Herbert. Barry Finnerty a ensuite repris la guitare et la trompette Chris Albert quand Bernsen et Lawrence sont partis à la fin de 1977.
En janvier 1978, le groupe entreprit une tournée européenne qui se termina brusquement après la mort d'une overdose de drogue à Amsterdam le 31 janvier 1978, du saxophoniste Gregory Herbert âgé de 31 ans. Choqué par cet événement tragique, le groupe rentra chez lui et cessa temporairement ses activités. .
En 1979, avec l'encouragement de Fred Heller, directeur de longue date de BS & T, qui avait de nombreuses demandes pour que le groupe joue davantage, David Clayton-Thomas décida de continuer Blood, Sweat and Tears avec une toute nouvelle formation composée de musiciens canadiens (Kenny Marco - guitare, David Piltch - basse, Joe Sealy - claviers, Bruce Cassidy - trompette, bugle, Earl Seymour - sax, flûte, Steve Kennedy - sax, flûte et Sally Chappis - batterie, avec Harvey Kogan remplaçant bientôt Kennedy et Jack Scarangella succédant à Chappis). Le groupe a signé chez LAX (MCA Records), avec une formation légèrement différente et plus axée sur la composition : David Clayton-Thomas (voix, guitare), Robert Piltch (guitare), David Piltch (basse), Richard Martinez (claviers), Bruce Cassidy (trompette, bugle), Earl Seymour (saxophone, flûte), Vernon Dorge (sax, flûte) et le retour de Bobby Economou à la batterie, ainsi que le producteur et arrangeur Jerry Goldstein, a enregistré l'album Nuclear Blues (mars 1980). L'album était encore une tentative de réinventer le groupe, mettant en vedette BS & T dans un environnement sonore funk qui rappelait des groupes tels que Tower of Power et War (avec qui BS & T a fait plusieurs concerts en 1980). L'album, malheureusement, était considéré par beaucoup de fans de Blood, Sweat and Tears comme inhabituel et ne reflétait pas le meilleur travail du groupe.
Durant cette période, un autre album live a été enregistré à The Street Scene à Los Angeles, Californie, le 12 octobre 1980 (publié en tant que Live en février 1995). Robert et David Piltch sont partis peu avant ce concert, tout comme Richard Martinez. Ils ont été remplacés par Wayne Pedzwiatr à la basse, Peter Harris à la guitare et Lou Pomanti aux claviers. Et Mic Gillette (de Tower of Power) remplaça Cassidy à la trompette à la fin de 1980. À la suite d'autres tournées, dont l'Australie, cette incarnation du groupe fut dissoute en 1981. Depuis qu'il ne possédait pas les droits du nom Blood Sweat & Tears, Clayton-Thomas a tenté de reprendre sa carrière solo ratée en 1983 après s'être absenté. Cela a causé des complications au cours de ses premiers mois sur la route quand les promoteurs réservaient son groupe et utilisaient plutôt le nom Blood, Sweat and Tears sur le chapiteau. Par conséquent, son manager de l'époque, Larry Dorr, a négocié un accord de licence entre lui et Bobby Colomby en 1984 pour obtenir le droit de tourner en utilisant le nom du groupe.
Pendant 20 ans, Clayton-Thomas a visité le circuit de concert. La liste des joueurs comme « Blood, Sweat and Tears » jusqu'à son départ définitif en novembre 2004. Clayton-Thomas, qui réside maintenant dans son pays d'origine, poursuit sa carrière solo et fait des concerts occasionnels en utilisant seulement son nom dans les efforts promotionnels. Le groupe a continué sans Clayton-Thomas. Larry Dorr a été le manager du groupe (et beaucoup plus) depuis plus de 30 ans maintenant et Blood Sweat & Tears est toujours l'un des groupes de tournée les plus populaires de tous les temps. Au dernier recensement, le nombre total de membres de BS & T depuis le début est d'environ 165 personnes.

## Célébration du cinquantième anniversaire
Les 12 et 13 mars 1993, Al Kooper a organisé deux spectacles à la Bottom Line à New York pour la « Célébration du 50e anniversaire de l'album classique The Child is Father to the Man », qui mettait en vedette Al, Randy Brecker, Jim Fielder, Steve Katz et Fred Lipsius pour la première fois depuis 25 ans, accompagnés par Anton Fig, Tom Malone, Lew Soloff, John Simon et Jimmy Vivino, ainsi qu'un chœur et une section de cordes et deux choristes féminines. L'année suivante, au début de février 1994, Al est retourné à Bottom Line pour sa célébration du 50e anniversaire, au cours de laquelle il a joué avec les membres de son nouveau groupe en plus du Blues Project & BS & T. La programmation de BS & T à cette émission était la même que celle de l'émission Silver Anniversary de 1993, à l'exception de Will Lee qui jouait pour Fielder et John Sebastian (ex-Lovin' Spoonful) à l'harmonica. Colomby n'autoriserait pas Kooper à utiliser le nom Blood, Sweat and Tears, de sorte que les deux réunions ont été annoncées comme "Child Is Father To The Man". Ce deuxième spectacle est apparu sur le CD Soul of a Man en 1995. Selon la page 20 des notes du CD, Steve Katz a choisi de ne pas autoriser ses interprétations sur le CD, qui ont été remplacées numériquement par Jimmy Vivino. On dit que le bassiste Jim Fielder a ajouté quelques parties au CD.
Blood, Sweat and Tears continue son programme de tournées intensives à travers le monde avec sa formation actuelle de membres, dont certains ont été avec le groupe auparavant au cours des deux dernières décennies. Sous la direction de Larry Dorr et du membre fondateur Bobby Colomby, le groupe a connu une certaine résurgence. Blood, Sweat and Tears donne de l'argent par l'intermédiaire de son fonds de bourse de musique "Elsie Monica Colomby" aux écoles méritantes et aux étudiants qui ont besoin d'aide pour prolonger leur éducation musicale, comme les victimes de l'ouragan Katrina. De retour dans le monde entier avec une formation rafraîchie et, pendant quelques années, il a parfois soutenu l'ancien chanteur de Three Dog Night Chuck Negron dans ses spectacles. L'année 2007 a été témoin de la première tournée mondiale du groupe en une décennie. De 2008 à 2010, Steve Katz est même retourné aux spectacles de BS & T en tant qu'invité spécial. En 2011, BS & T et Chicago ont dirigé un festival de jazz à Stuttgart, en Allemagne, le 9 juillet. Ils ont également participé au même festival au Gretna Heritage Festival à Gretna, en Louisiane.
Sur le site officiel du groupe le batteur originel Bobby Colomby explique « BS&T has never stopped touring. It didn’t go away.  You can call it a renaissance, or the newest version of… but it is simply Blood Sweat and Tears at its best » (« BS&T n'a jamais cessé de tourner. Il n'a pas disparu. Vous pouvez appeler cela une renaissance, ou une nouvelle version de… mais c'est tout simplement Blood Sweat and Tears au top »).
En 2020, Blood, Sweat & Tears tourne encore dans une formation différente mais leur musique vit toujours en concerts.

## Discographie

### Albums studios
- Child Is Father to the Man (1968)
- Blood, Sweat and Tears (1968)
- Blood, Sweat and Tears 3 (1970)
- B,S & T 4 (1971)
- New Blood (1972)
- No Sweat (1973)
- Mirror Image (1974)
- New City (1975)
- More Than Ever (1976)
- Brand New Day (1977)
- Nuclear Blues (1980)

### Albums live
- Live & Improvised (1991, enregistré en 1975)
- Live (1994)

### Compilation
- Greatest Hits (1988)
- Found Treasures (1990)
- What Goes Up! The Best of Blood, Sweat and Tears (1995) - 2 CD